# Ann Oakley
Ann Rosamund Oakley, nascuda Ann Rosamund Titmuss (Londres, 17 de gener de 1944) és una sociòloga, feminista i escriptora britànica. Ha estat catedràtica de Sociologia i Política Social de l'Institut d'Educació del University College de Londres, i fundadora-directora de la Unitat de Recerca en Ciències Socials del mateix Institut. L'any 2005 va retirar-se parcialment del treball acadèmic per concentrar-se en la escriptura, especialment de novel·les.

## Biografia
Filla única del sociòleg Richard Titmuss i de la seva esposa Kathleen Titmuss (cognom de soltera, Miller) Oakley és autora d'una biografia dels seus pares (Man and wife: Richard and Kay Titmuss: my parents' early years, 1996) i d'una obra en que tracta parcialment de la relació amb el seu pare i del tipus de família on ella va néixer i créixer (Father and Daughter, 2014). Era una família molt convencional, en què la professió i comoditats del pare tenien prioritat, tot i que el pare i la mare fossin ambdós radicals en política. Hi descriu la seva mare com una dona que no va gaudir d'una vida feliç, comparada amb les de les altres sociòlogues amb qui el seu pare es relacionava.
Va estudiar a l'escola de noies Haberdashers' Aske's School for Girls i al Somerville College de la Universitat d'Oxford, on es va llicenciar en filosofia, política i economia el 1965, després d'haver-se casat amb el també futur acadèmic Robin Oakley l'any anterior. En els anys següents, Oakley va escriure guions per a la televisió infantil i nombrosos contes i va tenir dues novel·les rebutjades pels editors. L'any 1969 va tornar a l'educació formal al Bedford College, Universitat de Londres, per fer-hi el doctorat. La seua tesi és un estudi de les actituds de les dones davant les tasques domèstiques, del qual finalment en van derivar diversos textos dels seus primers llibres. Aquesta tesi va gestar-se en adonar-se que el treball domèstic no era considerat treball. Gran part de la seua investigació sociològica s'ha centrat en la sociologia mèdica i la salut de les dones. També ha fet importants contribucions a debats sobre mètodes d'investigació sociològica.
L'any 1985 Oakley es va traslladar a treballar a l'Institut d'Educació de l'University College de Londres, on va ser catedràtica de Sociologia i Política Social i on el 1990 va fundar la Unitat de Recerca en Ciències Socials (SSRU, de l'anglès Social Science Research Unit).
Ann Oakley ha escrit nombroses obres acadèmiques, moltes centrades en la vida i els rols de les dones a la societat, així com diverses novel·les de gran èxit, de les quals la més coneguda és probablement The Men's Room, que va ser adaptada per Laura Lamson per a la BBC l'any 1991; que van protagonitzar Harriet Walter i Bill Nighy. També ha escrit una primera autobiografia parcial. Ella dividix la seua vida entre Londres i una casa rural on realitza la majoria dels seus escrits de ficció. És mare i àvia.

## Contribucions

### La teoria del gènere
Ajudant-se d'estudis biològics, psicològics, mèdics, psiquiàtrics i antropològics, Ann Oakley definix per primera vegada el gènere. Es deslliga amb el seu treball del determinisme sociocultural d'època i dona llum al concepte de gènere. Amb això posa en evidència que existix diferència entre sexe (biològic) i gènere (construcció social). El gènere no és adquirit, com el sexe. Tot al llarg del procés de socialització diversos agents i elements culturals orienten el sentiment de pertinença al gènere femení o masculí amb independència del sexe que posseïm.
Va ser pionera en introduir la noció sociològica de gènere, però fou molt criticada llavors. La definició que Oakley fa del gènere va aixecar molta controvèrsia. En el seu llibre Sex, gender and society (1972), definix el sexe com« un terme de la biologia» i el gènere com a un terme «emprat per la psicologia i relacionat amb els processos culturals». Segons Oakley, «sovint pensem que aquestes paraules són simplement dues maneres de considerar la mateixa diferència; i que si, per exemple, una persona és de sexe femení, pertany automàticament al gènere corresponent». Però, apunta, «no és pas així. Ésser home o dona, nen o nena, és tant en la manera de vestir-se, els gests, l'activitat, la xarxa social i la personalitat, com en els òrgans genitals que hom posseïx» (Oakley, A. 1972:158).

### La teoria de l'alienació domèstica
És perquè les dones han cuidat tradicionalment dels nens de la casa que la societat ha considerat natural que també s'ocupés de la casa. El treball de la dona a la llar es torna d'aquesta manera en una feina considerada socialment inferior. Però, tanmateix, no deixa de ser una feina i, per tant, s'hauria de catalogar dins el llistat d'oficis. Ann Oakley posa de manifest amb el seu treball sobre la feina domèstica com la societat ha naturalitzat una forma més de violència simbòlica cap a la dona. Això es traduïx en no remuneració i infravaloració del treball domèstic. Aquesta divisió de rols a la feina condemna la dona a ser esclava del capital. És a dir, aquesta naturalització d'una tasca que tots dos sexes poden acomplir, aliena la dona i la insatisfà, i permet mantenir un règim patriarcal on l'home és centrat i públic, la dona sensible i dèbil.

## Reconeixements i premis
L'any 2011 l'Associació Britànica de Sociologia va atorgar a Ann Okley un dels primers premis Lifetime per la seua extraordinària contribució a la història del desenvolupament de la sociologia al Regne Unit. L'any 2012 la fundació Leverhulme Trust va atorgar-li un Emeritus Fellowship (subvenció per a dos anys de recerca a investigadors jubilats o parcialment jubilats) per un import de 14.462 lliures esterlines.

## Publicacions d'Ann Oakley

### No ficció
- Titmuss, Richard. The gift relationship: from human blood to social policy.  Londres: LSE Books, 1997. ISBN 9780753012017. OCLC 59584491.
- Oakley, Ann. Sex, gender and society.  Aldershot: Arena, publicat en associació amb New Society, 1993. ISBN 9781857421712. OCLC 919620585.
- Oakley, Ann. Housewife. 2nd.  Londres: Penguin, 1990. ISBN 9780140135237. OCLC 495472105.
- Oakley, Ann. The Sociology of Housework.  Oxford (England) / New York: Basil Blackwell, 1985. ISBN 9780631139249. OCLC 924848490.
- Oakley, Ann. Woman's work: the housewife, past and present.  Nova York: Vintage Books, 1976. ISBN 9780394719603. OCLC 780658245.
- Oakley, Ann; Mitchell, Juliet. The rights and wrongs of women.  Harmondsworth (Anglaterra) / Nova York: Penguin, 1976. ISBN 9780140216165. OCLC 471591152.
- Oakley, Ann. Becoming a mother.  Nova York: Schocken Books, 1980. ISBN 9780805237351. OCLC 757264967. Reimprès com: Oakley, Ann. From here to maternity: becoming a mother.  Harmondsworth (Anglaterra): Penguin, 1981. ISBN 9780140222562. OCLC 1050037773.

- Oakley, Ann. Women confined: towards a sociology of childbirth.  Oxford (Anglaterra): M. Robertson, 1980. ISBN 9780855202118. OCLC 493259989.
- Oakley, Ann. Subject women.  Londres: Fontana, 1982. ISBN 9780006860594. OCLC 12972093.
- Oakley, Ann. The captured womb: a history of the medical care of pregnant women.  Oxford (Anglaterra) / Nova York: Basil Blackwell, 1984. ISBN 9780631149712. OCLC 10924942.
- Oakley, Ann. Taking it like a woman.  Londres: Flamingo, 1985. ISBN 9780006545118. OCLC 27217573.
- Oakley, Ann; Mitchell, Juliet. What is feminism?.  Oxford (Anglaterra): Basil Blackwell, 1986. ISBN 9780631148432. OCLC 1110738020.
- Oakley, Ann; Houd, Susanne. Helpers in childbirth: midwifery today.  Nova York: Hemisphere Pub. Corp, 1990. ISBN 9781560320364. OCLC 299448341.
- Oakley, Ann. Social support and motherhood: the natural history of a research project.  Oxford (Anglaterra) / Cambridge (EUA): Blackwell, 1992. ISBN 9780631182740. OCLC 231538886.
- Oakley, Ann. Essays on women, medicine and health.  Edimburg: Edinburgh University Press, 1993. ISBN 9780748604500. OCLC 924787520.
- Oakley, Ann; Williams, A. Susan. The politics of the welfare state.  Londres: UCL Press, 1994. ISBN 9781857282061. OCLC 1082488380.
- Oakley, Ann. Feminism and sexuality: a reader.  Nova York: Columbia University Press, 1996, p. 35–39. ISBN 9780231107082. OCLC 802151001. «Sexuality»
- Oakley, Ann. Man and wife: Richard and Kay Titmuss: my parents' early years.  Londres: Flamingo, 1997. ISBN 9780006550136. OCLC 39103232.
- Oakley, Ann; Mitchell, Juliet. Who's afraid of feminism?: seeing through the backlash.  Nova York: New Press: Distributed by W.W. Norton, 1997. ISBN 9781565843851. OCLC 1078656940.
- Oakley, Ann; Williams, Fiona; Popay, Jennie. Welfare research: a critical review.  Londres: UCL Press, 1999. ISBN 9781857282702. OCLC 924483030.
- Oakley, Ann. Experiments in knowing: gender and method in the social sciences.  Cambridge (Anglaterra): Polity Press, 2000. ISBN 9780745622576. OCLC 758209469.
- Titmuss, Richard. Welfare and wellbeing: Richard Titmuss's contribution to social policy.  Bristol (Anglaterra): Policy Press, 2001. ISBN 9781861342997. OCLC 5104775528.
- Oakley, Ann. Gender on planet Earth.  Nova York: The New Press: distribuït per W.W. Norton & Company, 2002. ISBN 9781565847682. OCLC 187766124.
- Titmuss, Richard. Private complaints and public health: Richard Titmuss on the National Health Service.  Bristol (Anglaterra): Policy Press, 2004. ISBN 9781861345608. OCLC 538212726.
- Oakley, Ann. Fracture: adventures of a broken body.  Bristol (Anglaterra): Policy Press, 2007. ISBN 9781861349378. OCLC 1170080065.
- Oakley, Ann. A critical woman: Barbara Wootton, social science and public policy in the twentieth century.  Londres: Bloomsbury Academic, 2011. DOI 10.5040/9781849664769. ISBN 9781283149068. OCLC 745368911.
- Oakley, Ann. Father and Daughter: Patriarchy, gender and social science.  Bristol (Anglaterra): Policy Press, 2014. ISBN 9781447318101. OCLC 924827444.

### Ficció
- Oakley, Ann. Telling the truth about Jerusalem: a collection of essays and poems.  Oxford (Anglaterra) / Nova York: Basil Blackwell, 1986. ISBN 9780631149514. OCLC 924851336.
- Oakley, Ann. The men's room.  Londres: Virago, 1988. ISBN 9780860688853. OCLC 246867129.
- Clay, Rosamund. Only angels forget.  Londres: Virago, 1990. ISBN 9781853811272. OCLC 20935151.
- Oakley, Ann. Matilda's mistake.  Londres: Virago, 1990. ISBN 9781853812118. OCLC 21676207.
- Oakley, Ann. The secret lives of Eleanor Jenkinson.  Londres: Flamingo, 1993. ISBN 9780006545507. OCLC 475372511.
- Oakley, Ann. Scenes originating in the Garden of Eden.  Londres: HarperCollins, 1993. ISBN 9780002243032. OCLC 473047928.
- Oakley, Ann. The Penguin book of erotic stories by women.  Londres: Penguin, 2012, p. 384–397. ISBN 9780241965450. OCLC 823688999. «Where the bee sucks»
- Oakley, Ann. The Penguin book of modern fantasy by women.  Harmondsworth: Penguin, 1995, p. 525–532. ISBN 9780670859078. OCLC 317528903. «Death in the egg»
- Oakley, Ann. A proper holiday.  Londres: Flamingo, 1996. ISBN 9780006550143. OCLC 43175697.
- Oakley, Ann. Overheads.  Londres: Flamingo, 2000. ISBN 9780006512189. OCLC 44058209.

### Articles
- Oakley, Ann «Science, gender, and women's liberation: an argument against postmodernism». Women's Studies International Forum, 21, 2, 3-1998, pàg. 133–146. DOI: 10.1016/S0277-5395(98)00005-3.
- Oakley, Ann «Gender, methodology and people's ways of knowing: some problems with feminism and the paradigm debate in social science». Sociology, 32, 4, 01-11-1998, pàg. 707–731. DOI: 10.1177/0038038598032004005.